# Lukáš Hlava
Lukáš Hlava (* 10. září 1984 Turnov) je bývalý český skokan na lyžích. Závodil za klub Dukla Liberec, jeho osobním trenérem byl David Jiroutek. Byl pravidelným účastníkem závodů Světového poháru ve skocích na lyžích; v roce 2012 byl v závodě SP v Lahti třetí, což je jeho nejlepší individuální umístění. V sezoně 2008/2009 skončil druhý v celkové klasifikaci Kontinentálního poháru.
Startoval na Zimních olympijských hrách 2010, kde se v závodě na středním můstku umístil na 38. místě. V závodě družstev pomohl českému týmu k sedmé příčce. Na ZOH 2014 skončil na středním můstku na 46. příčce.
Sportovní kariéru ukončil po sezóně 2018/2019 a následně se stal členem realizačního týmu české skokanské reprezentace.